# فاكلاف نيومان
فاكلاف نيومان (بالتشيكية: Václav Neumann)‏ هو عالم موسيقى تشيكي، ولد في 29 سبتمبر 1920 في براغ في التشيك، وتوفي في 2 سبتمبر 1995 في فيينا في النمسا.

## وصلات خارجية
- فاكلاف نيومان على موقع IMDb (الإنجليزية)
- فاكلاف نيومان على موقع مونزينجر (الألمانية)
- فاكلاف نيومان على موقع ميوزك برينز (الإنجليزية)
- فاكلاف نيومان على موقع أول موفي (الإنجليزية)
- فاكلاف نيومان على موقع أول ميوزيك (الإنجليزية)
- فاكلاف نيومان على موقع ديسكوغز (الإنجليزية)
- فاكلاف نيومان على موقع قاعدة بيانات الفيلم (الإنجليزية)